# Лорис-Меликовы
Лорис-Меликовы (Лорис-Меликяны, арм. Լոռիս-Մելիքով; на грузинский лад Лорис-Меликишвили) — древний дворянский, графский и княжеский роды, армянского происхождения.
Есть две фамилии этого имени, из которых вторая внесена в гербовник:
1. Князья Меликовы (или Лорис-Меликовы), владетели г. Лори.
2. Потомство Михаила Тариеловича Лорис-Меликова (впоследствии граф), (Герб. Часть. XIII. № 16)[2].

Род внесён в VI часть родословной книги Тифлисской губернии.

## Происхождение и история рода
Предки их в XVI веке были владетелями города Лори (до 1601 года). В 1602 году мелик Назар (Наф) и Мелик Дай Лорийские получили от персидского шаха Аббаса фирман, подтверждавший их старые права; при этом они приняли ислам.
Впоследствии Лорис-Меликовы вернулись к христианству и продолжали состоять наследственными приставами Лорийской степи, входившей в состав Грузинского царства, вследствие чего принадлежали и к высшему грузинскому дворянству.
В российском дворянстве род Лорис-Меликовых утверждён в 1832 году.

## Князья Лорис-Меликовы
Князья Меликовы признаны в достоинстве князей Грузинских и показаны в именном посемейном списке княжеским родом Грузии (утверждены 06 декабря 1850). Из них княгиня Александра Макаровна была кавалерственной дамой ордена Святой Екатерины, а князь Леван Иванович Меликов — генерал-адъютант. Сыну его разрешено с нисходящим потомством пользоваться княжеским достоинством. 

## Графы Лорис-Меликовы
Графская линия происходит от Мелик-Дая Лорийского, от которого происходил (IX колено) Лорис-Меликов, Михаил Тариэлович (1825—1888), возведённый в 1878 г. в графское достоинство, императором Александром II, в воздаяние особо важных заслуг в войне с Турцией (1877-1878).

## Описание герба
Щит четырёхчастный. В первой и четвёртой зелёных частях золотой, стоящий на задних лапах, лев с червлёными глазами и языком, имеющий на себе червлёный армянский крест и держащий в правой лапе серебряную стрелу, остриём вниз, а в левой — серебряный лук (родовой герб Лорис-Меликовых). Во второй и третьей золотых частях два накрест положенных червлёных меча, остриями вверх, а в углах, образуемых пересечением их между собой, четыре зубчатые башни чёрного цвета.
Щит украшен графскою короною с тремя коронованными графскими шлемами. Нашлемники: правого шлема — возникающий золотой лев с червлёными глазами и языком, на нём червлёный армянский крест, в правой лапе он держит серебряную стрелу, остриём вниз, а в левой — серебряный лук. Левого — чёрная зубчатая башня, с положенными накрест мечами червлёного цвета, остриями вверх. Среднего — возникающий государственный орёл, имеющий на груди золотую цепь ордена Св. Андрея Первозванного окружающую щиток, в золотом поле которого червлёное коронованное вензелевое имя Александра II.
Намёты: правого шлема — зелёный с золотом; левого — червлёный с золотом; среднего — чёрный с золотом. Щитодержатели: справа — золотой лев, слева — серебряный единорог. Оба с червлёными глазами и языками, придерживающие со щитом и, поставленные накрест, за щитом два знамени на золотых древках, из цветов орденской ленты Святого Георгия. Девиз: «С БОЯ ЗА БРАТЬЕВ ПО ХРИСТУ» золотыми буквами на зелёной ленте. Герб графа Лорис-Меликова внесён в Часть 13 Общего гербовника дворянских родов Всероссийской империи, стр. 16.

## Известные представители
- Лорис-Меликов, Иван Егорович (1834—1878) — генерал-майор, участник Кавказских походов и русско-турецкой войны 1877—1878 годов.
- Граф Лорис-Меликов, Михаил Тариэлович (1825—1888) — министр внутренних дел Российской империи; в 1878 г. возведён в графское достоинство.
- Граф Лорис-Меликов Тариел Михайлович (г/р 1863) — паж, полковник Преображенского полка, член императорского яхт-клуба, женат на фрейлине, княжне Варваре Николаевне урождённой Долгоруковой.
- Лорис-Меликов, Иосиф Григорьевич (1872―1948) — русский дипломат, посол в Сиаме.
- Лорис-Меликов, Иосиф Тамазович (Томасович) — в 1910 году депутат думы г. Елисаветполя[5]
- Лорис-Меликова, Наталия Михайловна — актриса, жена советского композитора Я. А. Френкеля.
- Лорис-Меликов, Иван Захарьевич — коллежский секретарь в казенной палате в Грузино-Имеретинской губернии[6]
- Графини: Софья и Елизавета Михайловна — фрейлины.